# Voglio solo che voi mi amiate
Voglio solo che voi mi amiate è un film del 1976 girato per la televisione tedesca da Rainer Werner Fassbinder. Nella stesura della trama, l'autore si è ispirato ad una storia vera, documentata e raccontata in un libro di interviste a condannati all'ergastolo.